# Andrzej Pułło
Andrzej Pułło (ur. 13 maja 1944 w Wieliczce) – polski prawnik, doktor habilitowany nauk prawnych, konstytucjonalista, w latach 1990–1996 dziekan Wydziału Prawa i Administracji Uniwersytetu Gdańskiego.

## Życiorys
Syn Bolesława. W 1967 ukończył studia prawnicze na Wydziale Prawa Uniwersytetu Mikołaja Kopernika w Toruniu. W 1968 został asystentem w Katedrze Prawa Państwowego na tym Wydziale. W 1974 podjął pracę w Uniwersytecie Gdańskim i uzyskał stopień doktora nauk prawnych na podstawie rozprawy pt. Zasada podziału władzy między federacją a stanami w konstytucji Stanów Zjednoczonych Ameryki napisanej pod kierunkiem prof. Wacława Szyszkowskiego. W 1986 na podstawie dorobku naukowego i rozprawy pt. Prezydent a Kongres USA w świetle konstytucyjnych zasad podziału i równoważenia władz otrzymał stopień naukowy doktora habilitowanego nauk prawnych w zakresie Prawa, specjalność: prawo konstytucyjne. W 1987 został mianowany na stanowisko docenta. Od 1991 jest profesorem nadzwyczajnym UG.
W latach 1978–1980 był wicedyrektorem Instytutu Nauk Prawno-Ustrojowych UG. W roku akademickim 1980–1981 przebywał w Waszyngtonie na stypendium ACLS (Georgetown University). W latach 1987–1990 był prodziekanem Wydziału Prawa i Administracji UG, a w latach 1990–1996 jego dziekanem. W latach 1987–2002 pełnił funkcję kierownika Katedry Prawa Konstytucyjnego i Instytucji Politycznych UG. Od 2015 jest profesorem nadzwyczajnym Gdańskiej Szkoły Wyższej.
W 1998 pod jego kierunkiem stopień naukowy doktora uzyskał Krzysztof Grajewski, w 1999 – Przemysław Kierończyk, a w 2000 – Wojciech Wiewiórowski.

## Wybrane publikacje książkowe
- Podział władzy między federacją a stanami w Stanach Zjednoczonych Ameryki, Warszawa 1977
- Współczesne ustroje państwowe – Wielka Brytania, Gdańsk 1983
- Prezydent a Kongres USA w świetle konstytucyjnych zasad podziału i równoważenia władz, Gdańsk 1986
- Współczesne ustroje państwowe – Stany Zjednoczone Ameryki, Gdańsk 1990
- System konstytucyjny Stanów Zjednoczonych, Warszawa 1997
- Prace magisterskie i licencjackie, Wskazówki dla studentów, Warszawa 2000
- Konstytucja Stanów Zjednoczonych Ameryki, tłum. i wstęp, Warszawa 2002
- Ustroje państw współczesnych, Warszawa 2006[2]

## Ordery i odznaczenia
- Krzyż Kawalerski Orderu Odrodzenia Polski (1997)[1]
- Złoty Krzyż Zasługi (1991)
- Medal Komisji Edukacji Narodowej (1994)[2]
- Brązowy Medal Uniwersytetu Gdańskiego „Honestati Doctrinae Sapientiae” (2014)[7]
- Medal 50-lecia Uniwersytetu Gdańskiego” (2021)[8]

## Nagrody i wyróżnienia
- wyróżnienie w konkursie „Państwa i Prawa” na najlepsze prace doktorskie (1975)
- Nagroda Ministra Nauki, Szkolnictwa Wyższego i Techniki za opublikowaną, poprawioną wersję pracy doktorskiej (1978)
- Nagroda Ministra Nauki i Szkolnictwa Wyższego za rozprawę Prezydent a Kongres USA w świetle konstytucyjnych zasad podziału i równoważenia władz (1987)